# Raleigh-Durham
Cet article concerne la région de Raleigh-Durham. Pour l’aéroport international de Raleigh-Durham, voir Aéroport international de Raleigh-Durham. Pour le Research Triangle Park, voir Research Triangle Park.

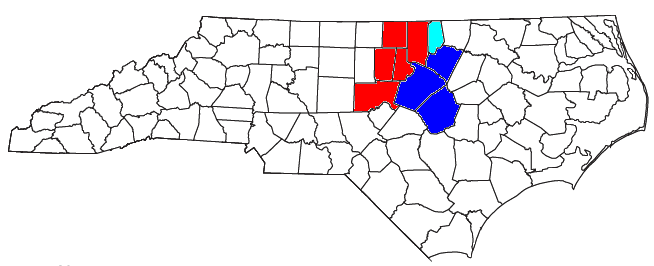
Localisation de la région statistique Raleigh-Durham-Cary et ses composantes :
Durham-Chapel Hill Metropolitan Statistical Area
Raleigh-Cary Metropolitan Statistical Area
Dunn Micropolitan Statistical Area

Raleigh-Durham, aussi appelé Research Triangle en anglais, ou simplement le Triangle, est une région du Piedmont de Caroline du Nord aux États-Unis démarquée par l'université d'État de Caroline du Nord, l'université Duke, l'université de Caroline du Nord à Chapel Hill, et des villes dans lesquelles elles se situent : Raleigh, Durham et Chapel Hill. Composé de 8 comtés, la région Raleigh-Durham-Cary, utilisée pour les statistiques, comprend les zones urbaines de Raleigh-Cary et Durham-Chapell Hill, et la zone de Dunn. 
En 2017, la population est estimée à 2 156 253 personnes.